# Lissomyema exilii
Lissomyema exilii is een lepelworm uit de familie Thalassematidae.
De wetenschappelijke naam van de soort werd in 1883 gepubliceerd door F. Müller.